# ويندر ر. هاريس
ويندر ر. هاريس هو صحفي وسياسي أمريكي، ولد في 3 ديسمبر 1888 في رالي في الولايات المتحدة، وتوفي في 24 فبراير 1973 في الإسكندرية في الولايات المتحدة. نشط حزبياً في الحزب الديمقراطي. وقد انتخب عضو مجلس نواب الولايات المتحدة عن ولاية فرجينيا ‏ وانتخب عضو مجلس النواب الأمريكي ‏.